# Pindray

Pindray este o comună în departamentul Vienne, Franța. În 2009 avea o populație de 254 de locuitori.